# Wartburg 1.3
De Wartburg 1.3 is een model van het automerk Wartburg, dat van 1988 tot 1991 gebouwd werd door Automobilwerk Eisenach (AWE) in Eisenach, Oost-Duitsland, na de Duitse hereniging in Duitsland.

## Voorgeschiedenis
Begin jaren zestig was men bij AWE begonnen met de ontwikkeling van een viertaktmotor, wat echter door het Centraal Comité en het Politbureau niet graag werd gezien. Eigenlijk was de motor in 1972 klaar maar mocht vanwege de socialistische planeconomie binnen de Comecon niet worden gebruikt.
De Wartburgmotor AWE 1600 (werknaam: 400) was een viercilinder viertakt lijnmotor met 1600 cc en 82 pk en had met geringe aanpassingen in de Wartburg 353 ingebouwd kunnen worden.
In 1974 staakten onder meer Nederland en het Verenigd Koninkrijk de import van de Wartburg vanwege het gebruik van de tweetaktmotor. Over bleven de westerse exportlanden op het Iberisch Schiereiland (Spanje en Portugal), Scandinavië (Denemarken en Finland) evenals België en Griekenland.

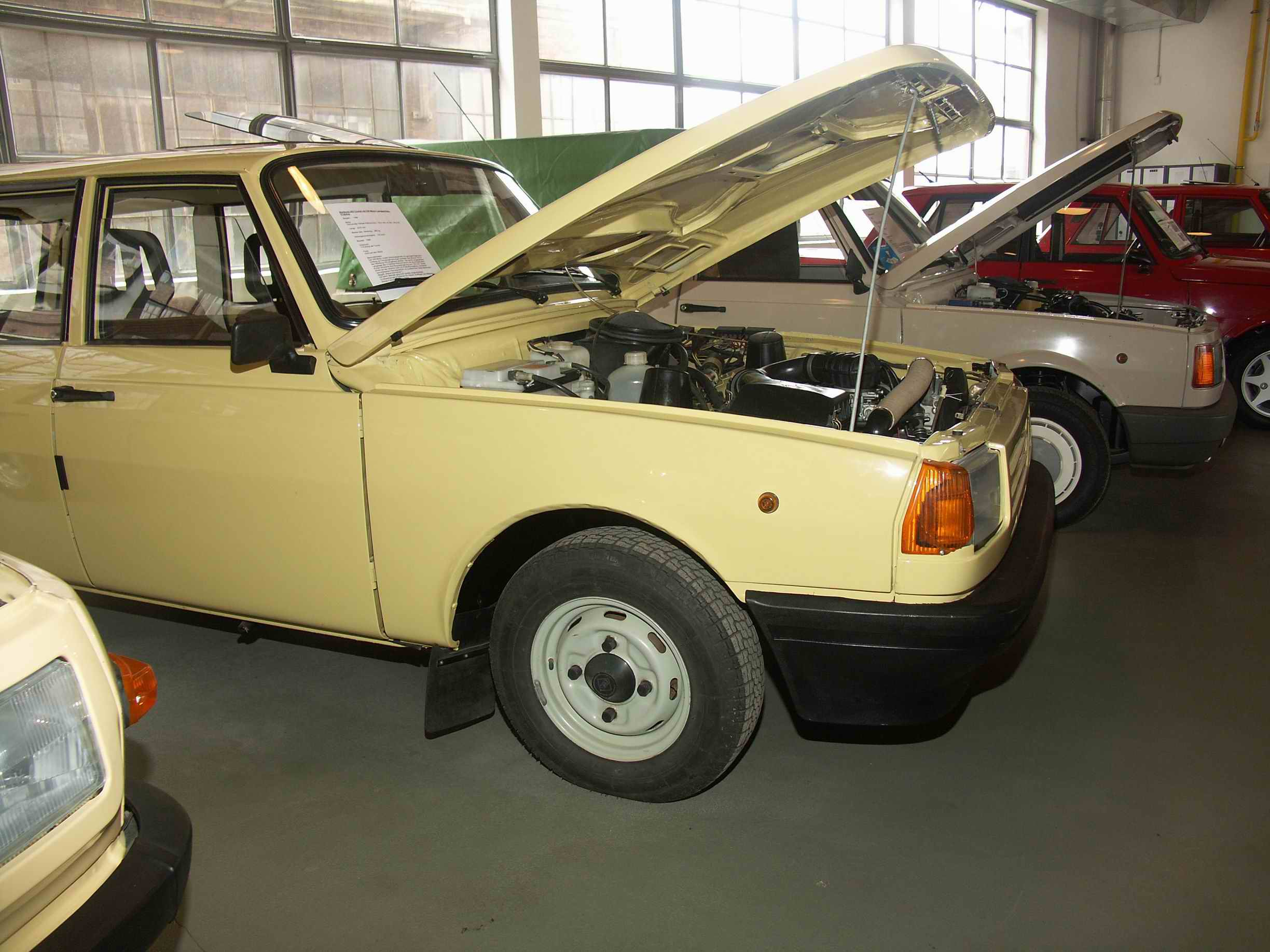
Prototype met in lengterichting geplaatste motor

Toen de afzet in de belangrijkste westerse exportlanden België en Denemarken terugliep (en daarmee de voor de economie van de DDR belangrijke inkomsten van vrij inwisselbare valuta), had AWE geen moderne motor meer ter beschikking. Een tussen 1982 en 1984 ontwikkelde driecilinder viertaktmotor (op basis van de bestaande tweetakt) werd niet in productie genomen. De minister van Economische Zaken, Günter Mittag, had met Volkswagen AG een overeenkomst gesloten voor de productie van VW-motoren in de DDR. Deze motoren waren door VW ontwikkeld en zouden in Karl Marx Stadt gebouwd worden, zowel voor VW als voor eigen gebruik.
De 1300cc-motor, die 43 kW (58 pk) leverde, was te groot voor de motorruimte van de 353. Een inbouw in lengterichting werd bij een 1.3-prototype uitgeprobeerd, maar was zowel qua wegligging als esthetisch geen succes.
Daarom werd gekozen voor plaatsing overdwars, wat echter een complexe constructiewijziging van de voorzijde en aandrijving en daarmee een aanzienlijk grotere investering met zich meebracht dan voor de zelf ontwikkelde motor nodig zou zijn geweest.

## Introductie van de 1.3
Op 12 oktober 1988 begon de serieproductie van de Wartburg 1.3 Limousine (sedan) in Eisenach, met de VW-motor die oorspronkelijk voor de VW Polo II ontwikkeld was. Naast de nieuwe motor en een nieuwe vierversnellingsbak van Automobilwerk Zwickau had de 1.3 ten opzichte van de 353 een gewijzigd dashboard en nog enkele andere kleine interieurwijzigingen. De carrosseriebasis en het algehele concept van de auto (chassis met daarop gemonteerde carrosserie) werden aangehouden. Door de toegenomen spoorbreedte werden de spatborden verbreed en de auto kreeg nieuwe kunststof bumpers, een nieuw front met geïntegreerde richtingaanwijzers naast de koplampen, strakker vormgegeven motorkap en kofferdeksel en een gewijzigde achterzijde met grotere achterlichten. Net als bij de Trabant 1.1 is ook bij de Wartburg 1.3 het optische onderscheid ten opzichte van de voorganger niet al te groot.
Aan de modelwisseling van de 353 naar de 1.3 was een aanzienlijke prijsstijging van minstens 60 % verbonden. De basisprijs van de Wartburg 353 was ongeveer 18.000 Oost-Duitse mark, de werkelijke verkoopprijs ongeveer 20.000 tot 21.000 mark. De basisprijs van de Limousine werd verhoogd tot 30.200 DDR-mark.
Veel DDR-burgers, die jarenlang voor een nieuwe Wartburg gespaard hadden en de prijs van de 353 ingecalculeerd hadden, hadden plotseling een onvoorzien financieringsprobleem. Ook zorgde deze prijssprong van de langverwachte viertakt-Wartburg bij de bevolking voor een ontgoocheling over de toekomstige producten van de DDR-automobielbouw. Daarvan lag de prijs nu bijna op het niveau van de tot 1986 geïmporteerde Citroën GSA, waarvan de vormgeving moderner en de uitrusting completer was dan bij de Wartburg.
Bij het begin van de productie waren er veel kwaliteitsproblemen. Vooral de te licht geconstrueerde versnellingsbak die eigenlijk voor de veel kleinere Trabant bedoeld was, zorgde voor schakelproblemen. Om die reden werd ook de export uitgesteld tot februari 1990, toen de kinderziekten opgelost waren werden typegoedkeuringen aangevraagd voor de export naar Spanje, België, Griekenland en Denemarken.
Na de invoering van de Duitse mark in de DDR werd de prijs 13.540 DM. Rolgordels, hoofdsteunen op de voorstoelen, radiaalbanden en achterruitverwarming behoorden tot de standaarduitrusting.

## Uitvoeringen
De 1.3 combi Tourist was in 1988 samen met de Limousine op de Leipziger Herbstmesse getoond, maar pas in februari 1989 begon de serieproductie van de 1.3 Tourist. Er was dus een periode van ongeveer vier maanden waarin 353W Tourist/353W Trans nog parallel aan de 1.3 Limousine werden gebouwd. De Tourist kostte in de DDR 33.775 Mark, na de invoering van de Duitse mark 15.590 DM.
Eveneens in 1989 werd als derde variant de 1.3 Pick-up Trans toegevoegd aan het programma. Deze is slechts in zeer kleine oplage geproduceerd, had een laadvermogen van 550 kg en kostte 16.160 DM. Net als bij de andere Wartburg-modellen kwam het eind 1990 tot prijsdalingen van meer dan 30%.

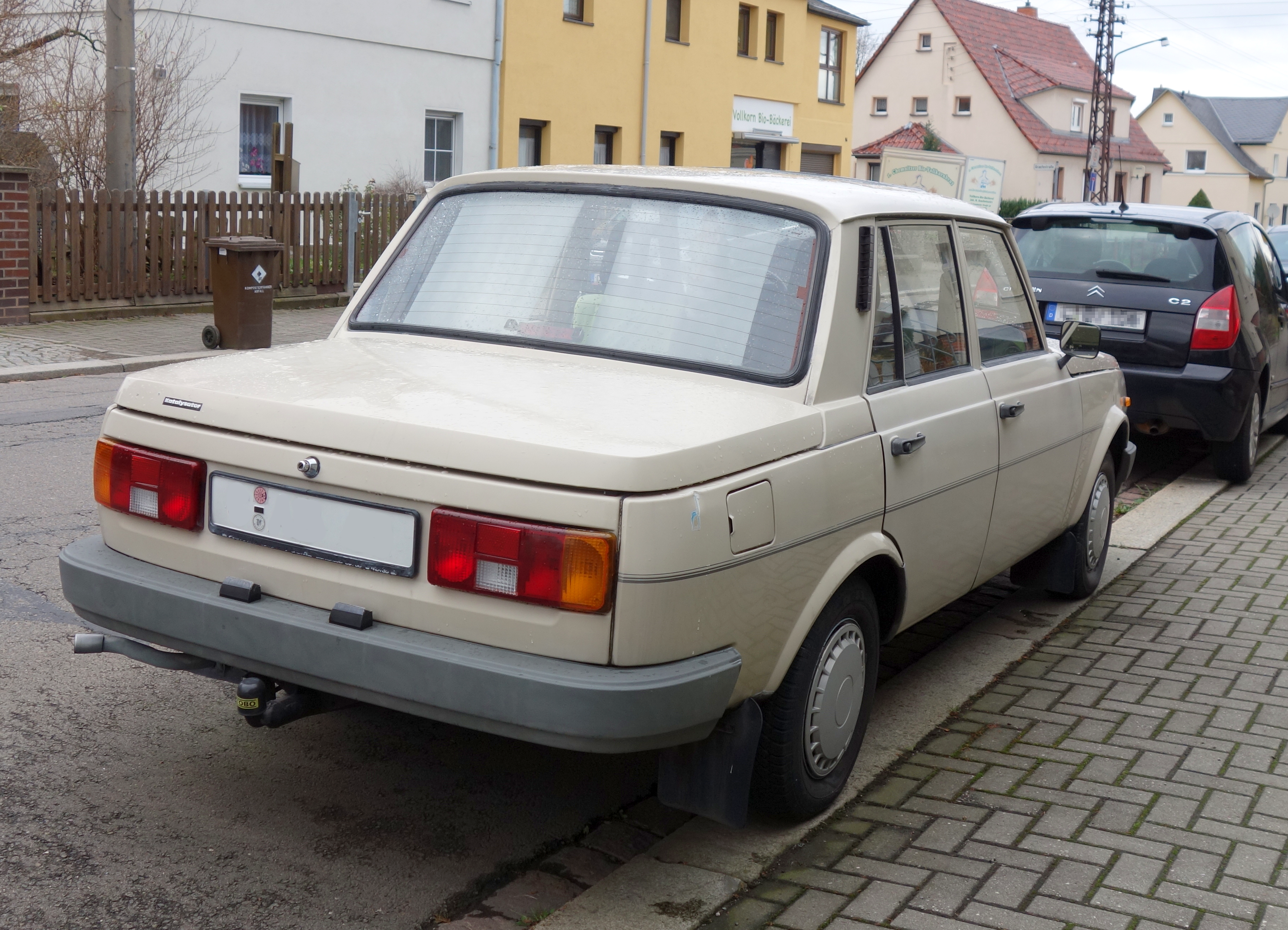
Wartburg 1.3 Limousine
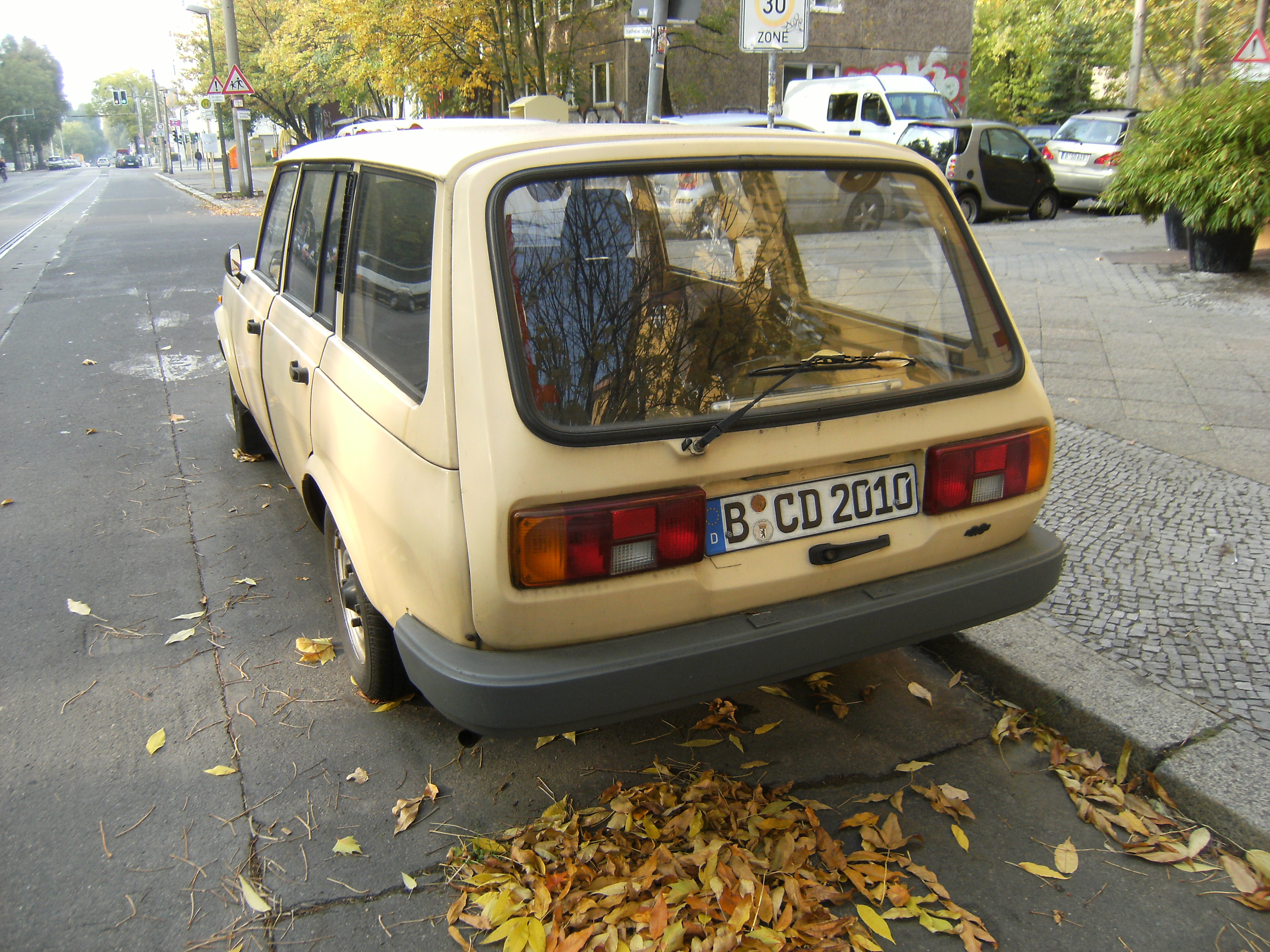
Wartburg 1.3 Tourist
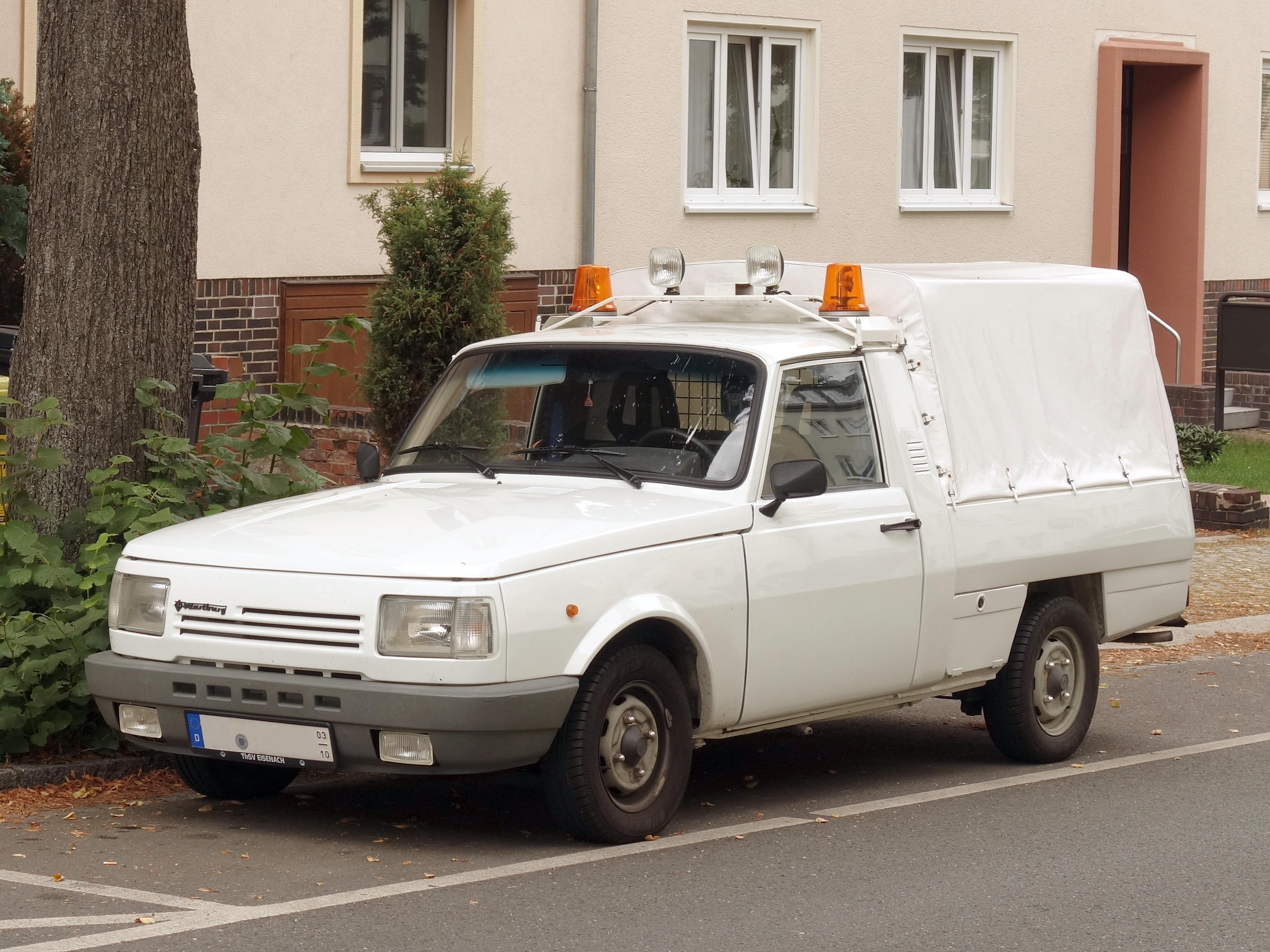
Wartburg 1.3 Trans

## „New-Line“
Als hulp bij de verkopen was de op de Leipziger Herbstmesse van 1990 getoonde, samen met de tuner Irmscher ontwikkelde facelift-uitvoering Wartburg 1.3 „New-Line“ bedacht. Het chassis werd 25 mm verlaagd en 14 inch lichtmetalen velgen met plattere banden zorgden voor een sportiever uiterlijk. De spoiler-bumpers werden antraciet gespoten, de ruimte tussen de achterlichten en zijvlakken werden in dezelfde kleur bestickerd. Andere modificaties: een driedelige achterspoiler, Recaro-sportstoelen en een vierspaaks sportstuur. Uitgeleverd werd de „New-Line“ echter niet meer. Het sportstuur en de aluminium velgen zijn nog wel een tijd te koop geweest.
Analoog aan de Wartburg 1.3 „New-Line“ werd door carrosseriespecialist Karmann uit Osnabrück ook de Tourist aangepakt, zo ontstond in 1990 de conceptstudie Wartburg 1.3 Tourist L. Nieuwe zaken waren een glazen klapdak, dakrails, zwarte raamstijlen, striping, nieuwe tapijten en bekledingsstoffen, opbergvakken in de deuren en wieldoppen. Deze toebehoren waren enige tijd los verkrijgbaar.

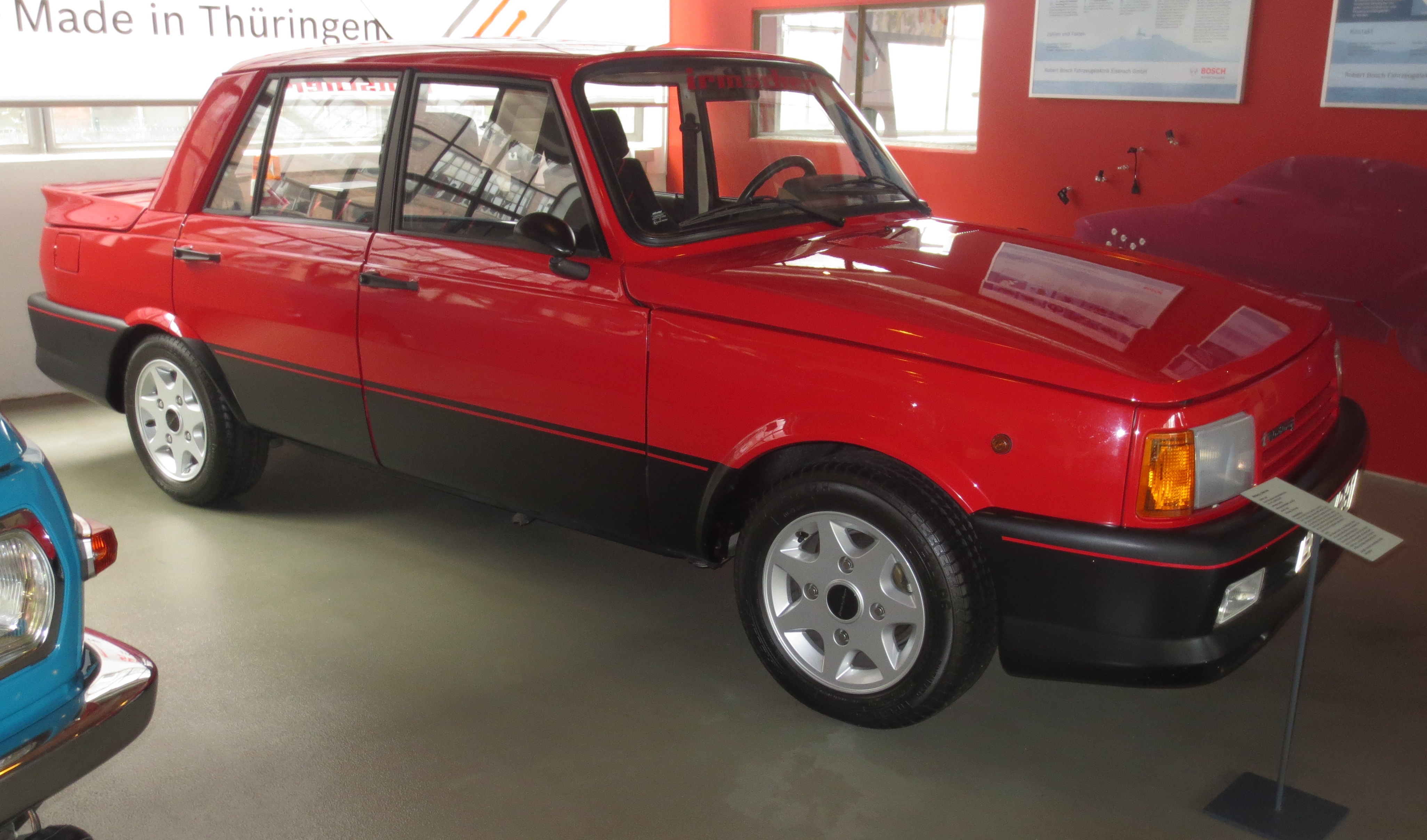
Wartburg 1.3 „New-Line“
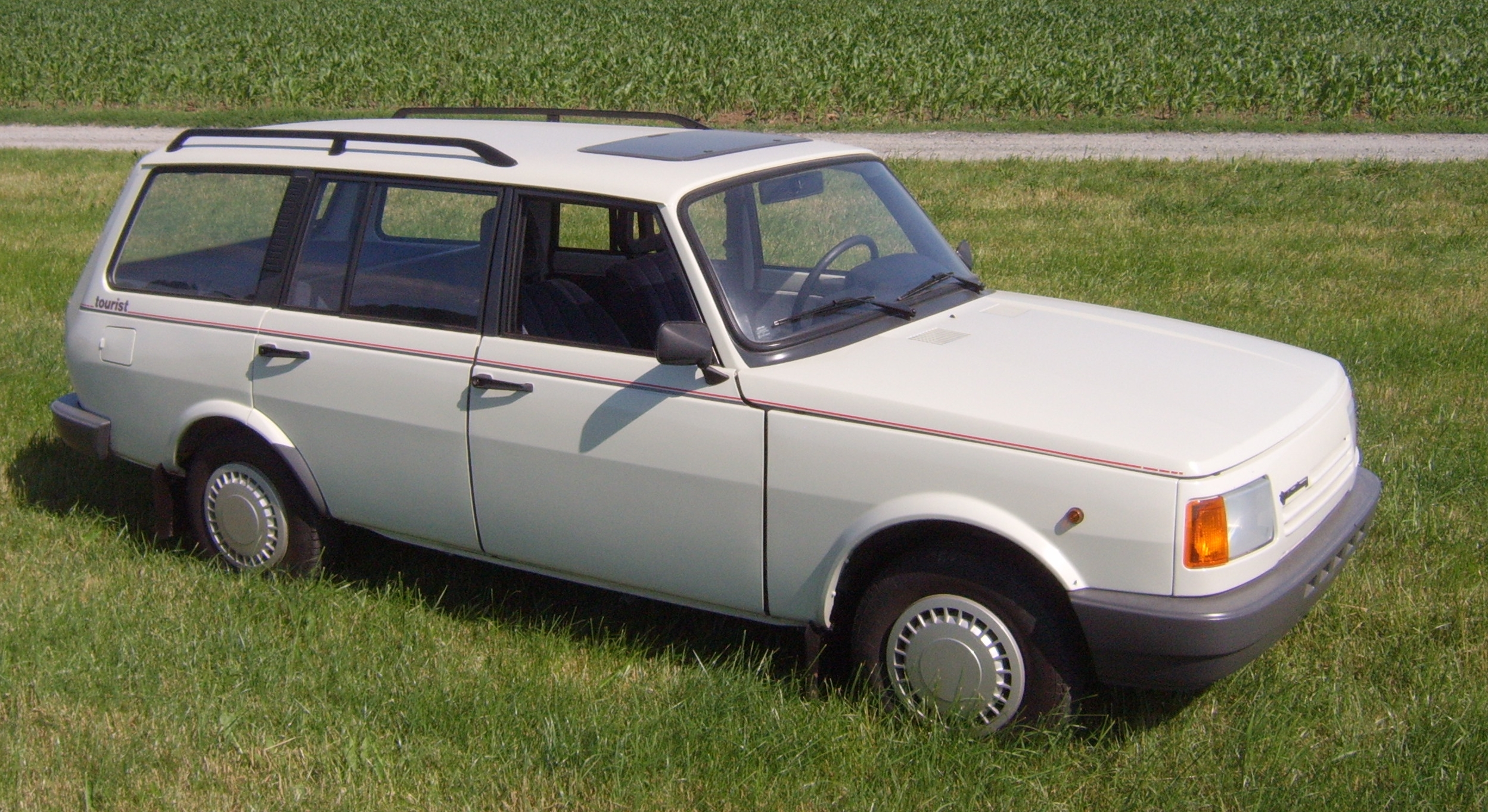
Wartburg 1.3 Tourist L

## Einde

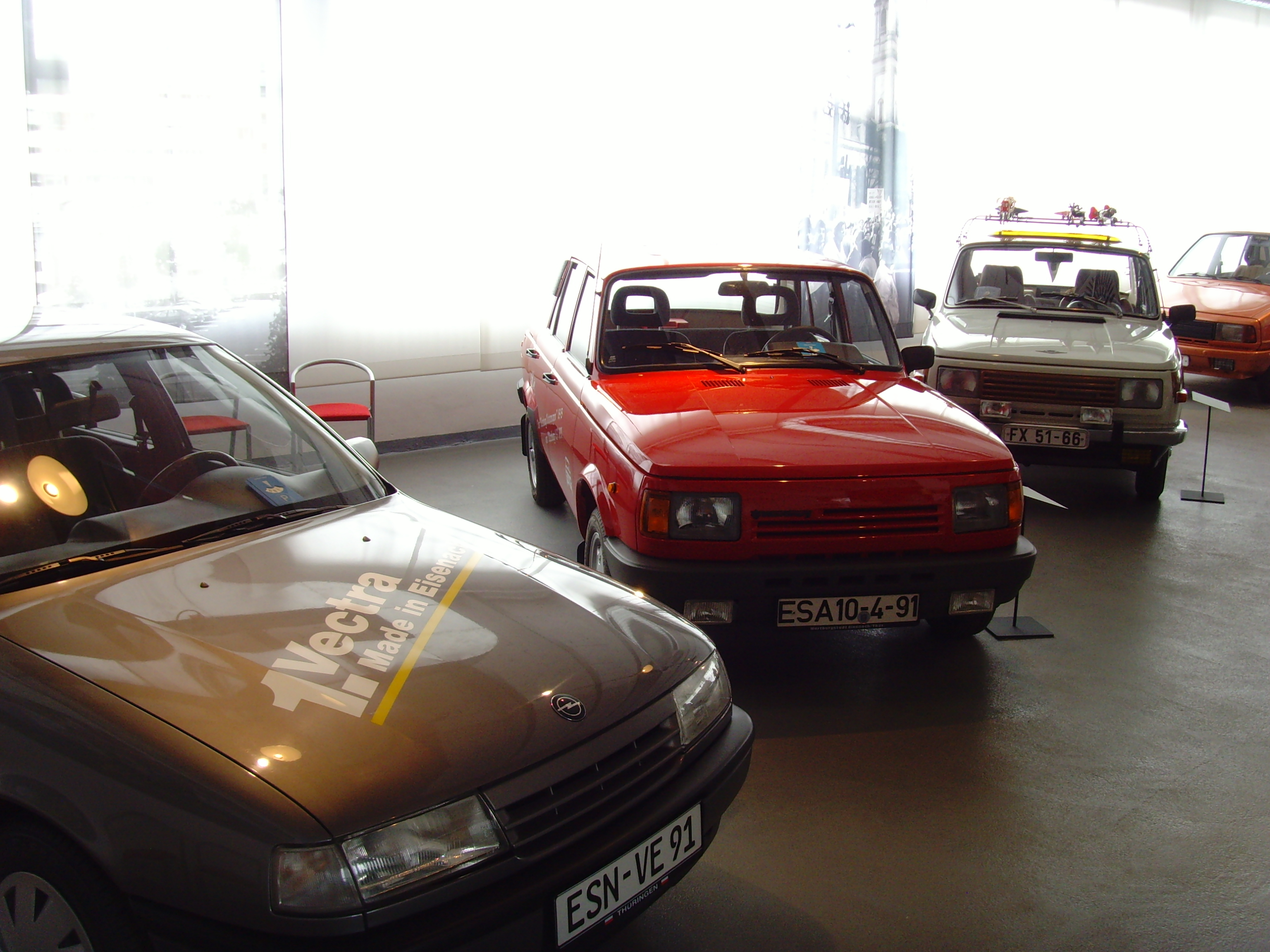
Laatste Wartburg en eerste Opel uit Eisenach

Na de val van de Muur was de belangstelling voor de Wartburg snel teruggelopen. In 1989 werden 70.204 nieuwe viertakt-Wartburgs geproduceerd, in 1990 waren het nog maar 63.068. Eind 1990 werden nog enkele modificaties doorgevoerd, zoals een gewijzigd interieur en een ongeregelde katalysator, maar die konden de daling niet stoppen. Een aangekondigde vijfversnellingsbak werd nooit leverbaar.
Toen de 1.3 klaar was voor de export was het eigenlijk al te laat. Export kon alleen nog onder markteconomische voorwaarden plaatsvinden, van vroegere subsidies was geen sprake meer. Hoewel in vroegere Oostbloklanden als Polen, Tsjechië, Slowakije en Hongarije nog zeer veel interesse in de 1.3 bestond, was een export naar die landen moeilijk, omdat na de invoering van de Duitse mark in de DDR de Wartburg in harde valuta betaald moest worden. Veel van deze landen streden om hun eigen voortbestaan en waren hiertoe niet in de gelegenheid. In de tweede helft van 1990 moest de productie daarom met 25% verminderd worden. Niet alleen in het binnenland maar ook in het buitenland was de vraag tot een minimum teruggelopen.
Op 10 april 1991 werd in Eisenach de laatste Wartburg 1.3 geproduceerd. Een deel van de fabrieksgebouwen was al in 1990 door de Treuhandanstalt verkocht aan Opel, dat in Eisenach begon met de productie van de Opel Vectra.